# Ťin-ťiang (S’-čchuan)

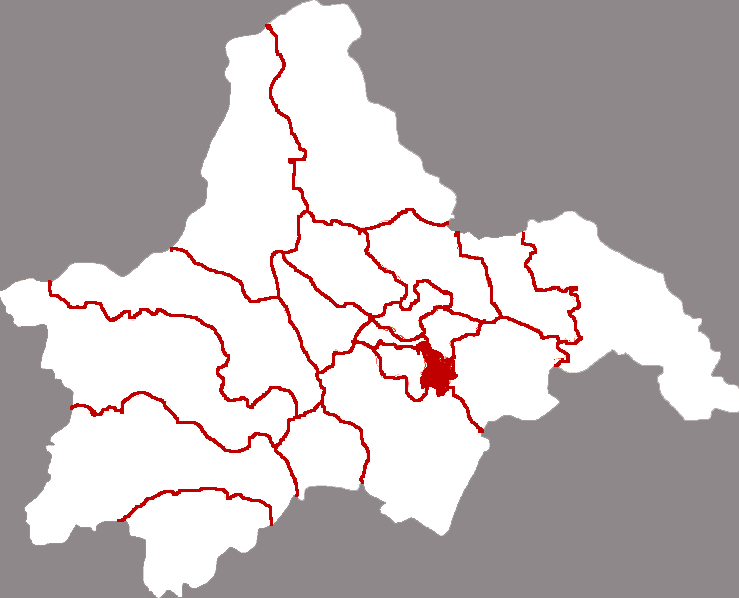
Poloha obvodu na plánku města

Obvod Ťin-ťiang (čínsky v českém přepisu Ťin-ťiang čchü, pchin-jinem Jǐnjiāng qū, znaky zjednodušené 锦江区, tradiční 錦江區) je jedním z devíti obvodů města Čcheng-tu, hlavního města provincie S’-čchuan v Čínské lidové republice. Leží v jihovýchodní části městského jádra na stejnojmenné řece. Má rozlohu přibližně 61 km2 a v roce 2010 měl bezmála sedm set tisíc obyvatel.
Na jihu hraničí s obvodem Šuang-liou, na západě s obvodem Wu-chou, na severozápadě s obvodem Čching-jang, na severu s obvodem Čcheng-chua a na východě s obvodem Lung-čchüan-i.